# Bugatti Veyron EB16.4

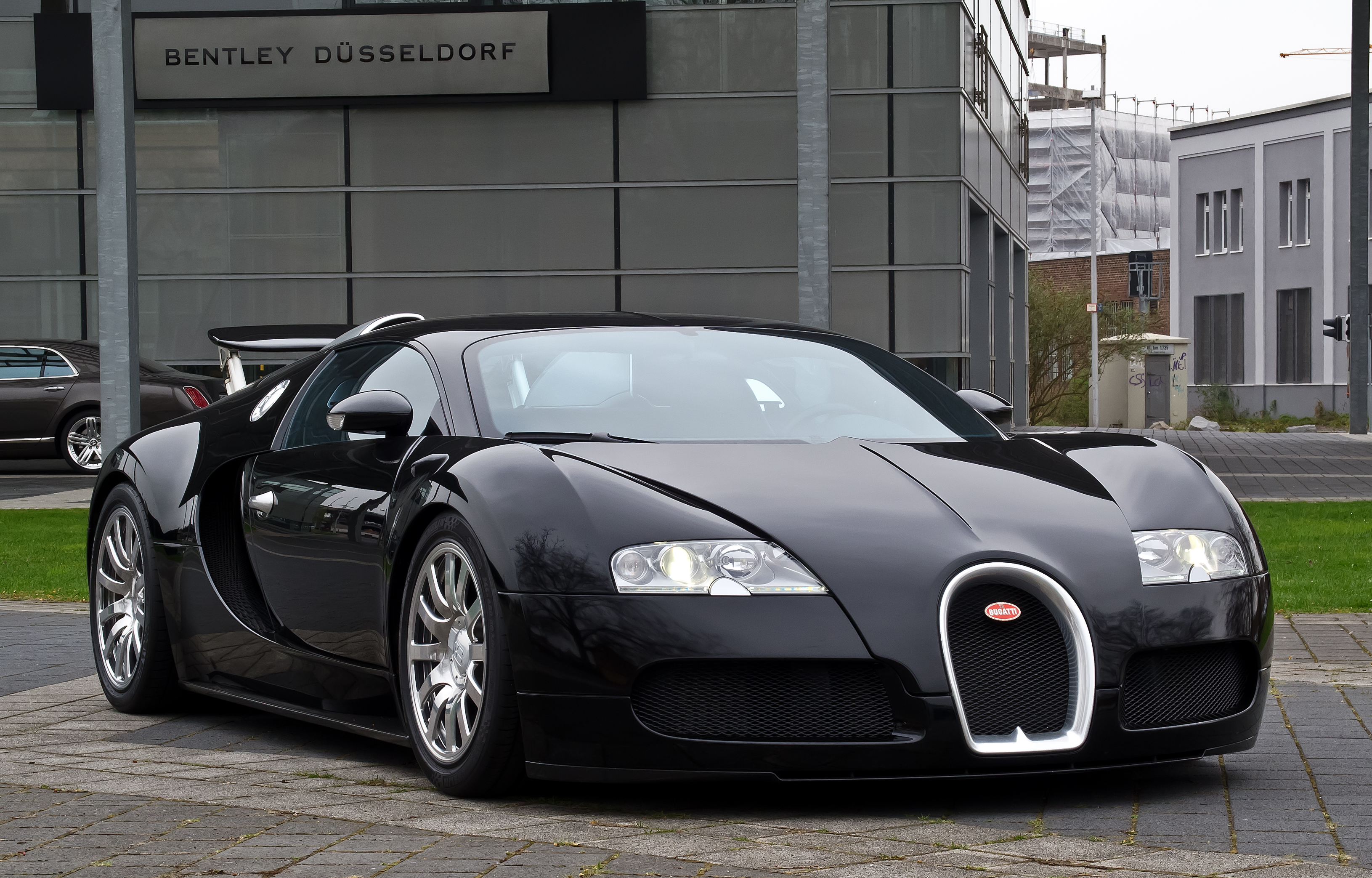
Bugatti Veyron EB16.4

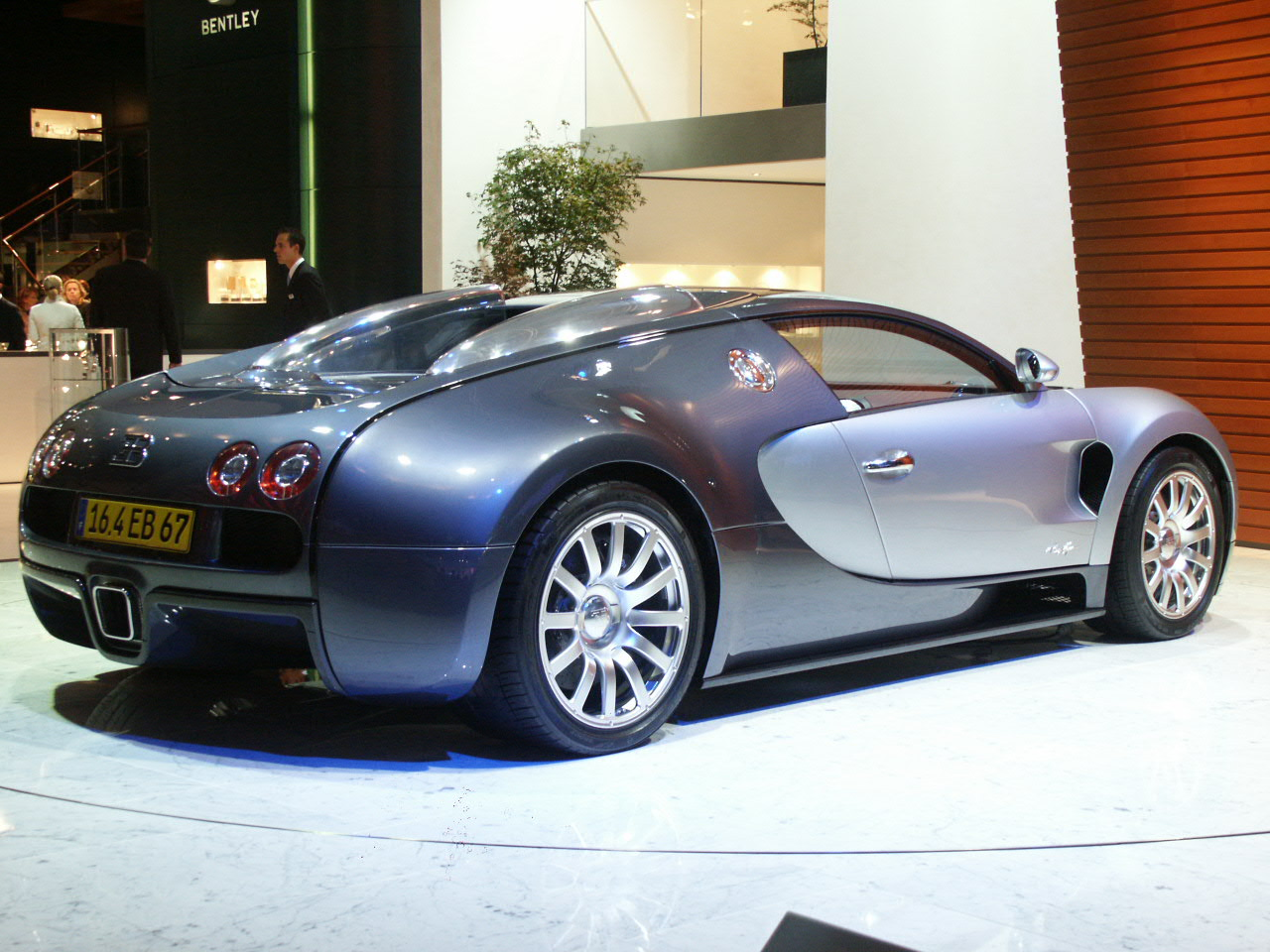
Bugatti Veyron EB16.4

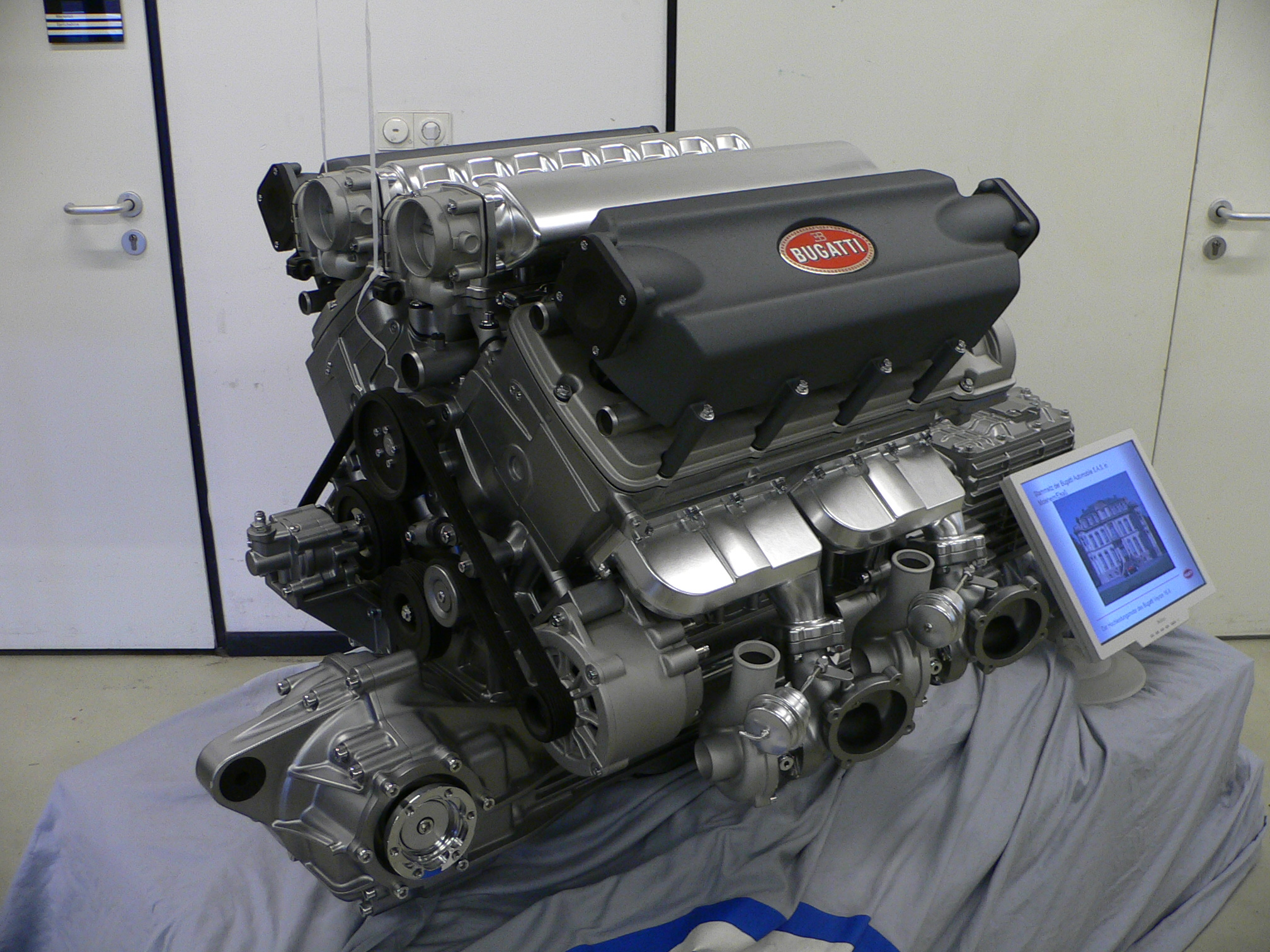
Het motorblok, een W16 van 8,0 liter

De Bugatti Veyron EB16.4 was een model van de Franse autobouwer en Volkswagendochter Bugatti. De Veyron EB16.4 behoorde tot een van de duurste auto's op de markt en was met een snelheid van 407,23 km/u ook de snelste van 2005 tot 2007. Op 5 juli 2010 behaalde de Bugatti Veyron 16.4 Super Sport, een nog krachtigere versie van de Bugatti Veyron met een vermogen van 1200 pk een topsnelheid van 431,072 km/u.
De Veyron is vernoemd naar de autocoureur Pierre Veyron, die in 1939 de 24 uur van Le Mans won in een Bugatti type 57. De Veyron werd opgevolgd door de Bugatti Chiron.

## Gegevens
- Vermogen: 1.001 pk[1][2]
- Topsnelheid: fabrieksopgave 407 km/u, hoogst gemeten topsnelheid: 431 km/u door Top Gear
- Motor: 8,0 liter W16 met vier turbo's
- 0–100 km/u: 2,5 seconden
- 0–200 km/u: 7,3 seconden
- 0–300 km/u: 16,7 seconden
- 0-±400 km/u: 54,8 seconden
- 400 mm carbon-keramische remschijven
- Vierwielaandrijving
- Zeventraps DSG-versnellingsbak van Ricardo
- Tien radiateuren: drie om de motor te koelen, drie van de intercooler, een voor de asolie, een voor de motorolie, een voor de hydraulische olie en een voor de airconditioning
- Gebruikt op topsnelheid evenveel zuurstof in een minuut als een mens in vier dagen
- Verbruik: circa 40 l/100 km (stad), circa 22 l/100 km (buiten de stad), op topsnelheid is de volledige 100 liter tankinhoud in 12-15 minuten leeg (115 l/100 km).
- Speciale banden, houden het op topsnelheid 15 minuten uit.
Maten zijn: 265-680 R 500A (voor) en 365-710 ZR 540A (achter)
- Lengte: 4,5 meter
- Breedte: 2,1 meter
- Totaalgewicht: 1880 kg
- Heeft een extra teller, namelijk een pk-teller. Deze gaat van 0 tot 1001 met stappen van 100
- Prijs in Nederland: circa 1,8 miljoen euro inclusief belastingen
- Productiejaren: 2005 - 2015
- Opvolger in 2016: Bugatti Chiron

## Geschiedenis
In 1998 toonde Bugatti een prototype van een nieuwe exclusieve sportwagen. Bugatti was toen sinds enkele jaren door Volkswagen van de Italiaan Romano Artioli overgenomen en had al enkele geavanceerde maar overduidelijk niet voor serieproductie bestemde prototypes gebouwd. Van dit model zijn zowel prototypes gemaakt met zestien als met achttien cilinders. Uiteindelijk werd gekozen voor de zestiencilinder. Ongeveer zeven jaar lang werd er intensief gewerkt om de belofte, een serieauto met 1001 pk en een top van 407,5 km/u, waar te maken.
De laatste jaren was Bugatti bezig aan de ontwikkeling met tachtig ingenieurs. Het was namelijk zo goed als onmogelijk om bij snelheden hoger dan 350 km/u de auto op de weg te houden. Michelin ontwikkelde overigens speciaal voor deze auto een nieuwe band. Na jarenlang bijsleutelwerk is de Elzasser sportwagenbouwer er uiteindelijk toch in geslaagd de wagen veilig te maken, zodanig dat hij aan de normen voldoet.
De zestiencilindermotor is heel compact opgebouwd. In plaats van alle zestien cilinders in één V-formaat te proberen plaatsen, heeft men ze in een W-vorm geplaatst. Dit zijn in principe twee vierliter V8's die dezelfde aandrijfas delen.
Totdat de eerste auto daadwerkelijk werd gepresenteerd werd Bugatti (en eigenaar Volkswagen Groep) meerdere keren belachelijk gemaakt door de pers. Zeker de laatste jaren voordat de wagen daadwerkelijk op de weg kwam werd de kritiek luider. Het zou onmogelijk zijn en Volkswagen zou wel concessies moeten doen.
De EB16.4 brengt de Volkswagen Group een verlies, aangezien de ontwikkeling per wagen bijna 5.000.000 euro heeft gekost, en de auto in Nederland voor 1.800.000 euro (waarvan 800.000 euro aan belastingen) over de toonbank gaat.
Het Britse automagazine Top Gear heeft de Veyron, samen met de Toyota Aygo, tot auto van het jaar 2005 benoemd. Ook heeft Top Gear een testrit met de Veyron uitgezonden. Bij deze gelegenheid bereikte presentator James May daadwerkelijk de door de fabriek opgegeven topsnelheid van 407,4 km/uur.

## Recordclaims
In juli 2006 claimde het Brits-Italiaanse Barabus de snelste productieauto ter wereld te hebben gebouwd: de Barabus TKR met een topsnelheid van 434 km/u. Deze auto gaat van 0-100 in 1,67 seconden en heeft vier pk meer dan de Bugatti Veyron. Dit maakte de Barabus op papier de snelste auto ter wereld. Deze auto heeft het snelheidsrecord echter niet verbroken, net als andere auto's waarvan de hoogst mogelijke topsnelheid werd geclaimd sinds de introductie van de Veyron. Geen van de fabrikanten van deze auto's kon dat bewijzen met metingen, tot op 13 september 2007, toen het snelheidsrecord van de Veyron dan toch van de tabellen geveegd werd door de SSC Ultimate Aero TT. Maar in 2010 sloeg Bugatti terug en liet een snelheid van 431 km/u opmeten met de Bugatti Veyron Super Sport.

## Productie
De productie ging maandag 5 september 2005 van start in de gloednieuwe Bugatti-fabriek in het Oost-Franse Molsheim. Het is op deze plaats dat de Italiaan Ettore Bugatti van 1908 tot enkele jaren na de Tweede Wereldoorlog zijn wereldberoemde racewagens bouwde.
Na het produceren van in totaal 450 exemplaren stopte de productie in 2015. Een opvolger van de auto is ontwikkeld en heet Bugatti Chiron. De Chiron is in 2016 op de Autosalon van Genève onthuld, er zullen 500 stuks gebouwd worden van de opvolger van de Veyron.

## Versies

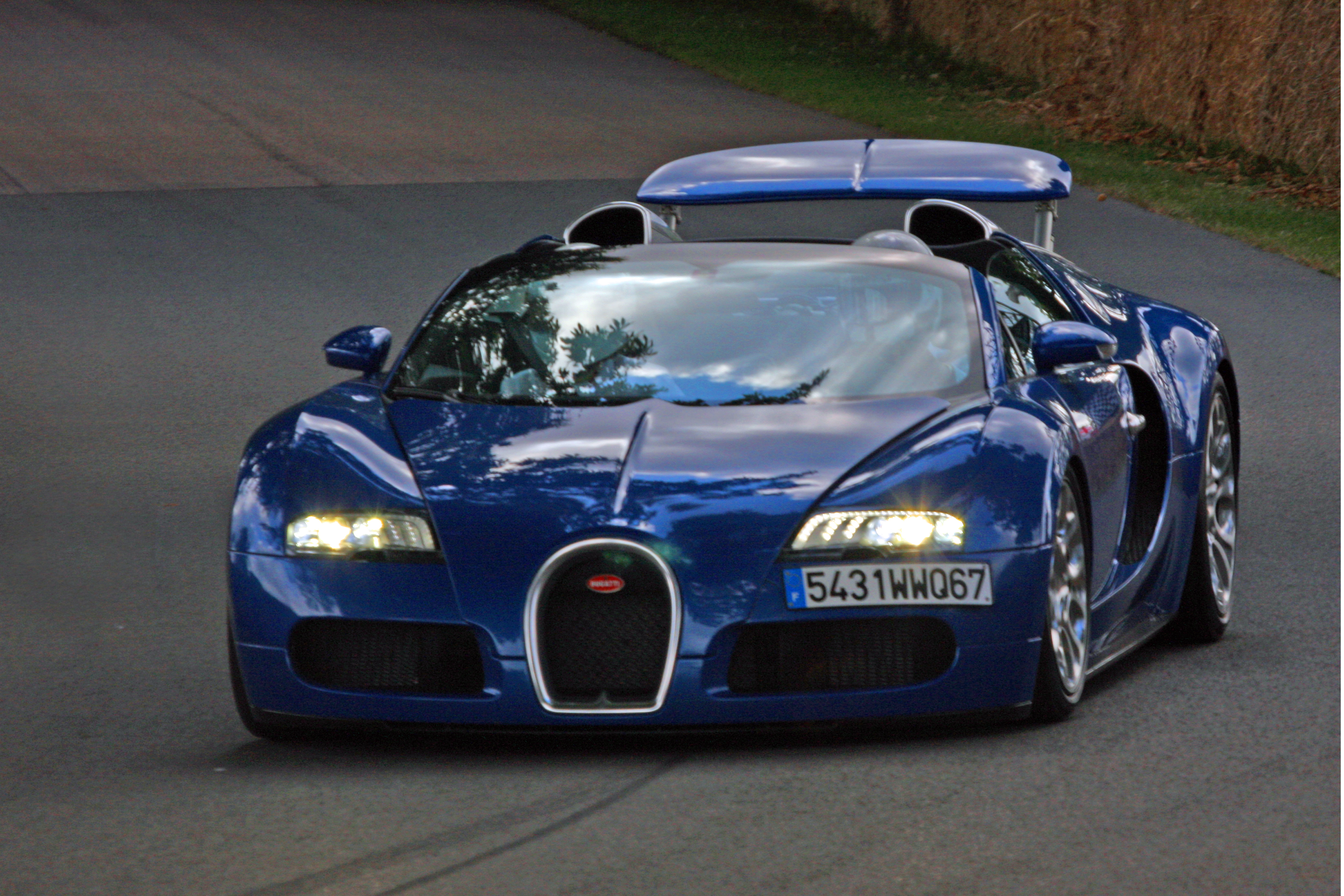
De Bugatti Veyron Grand Sport zonder glazen dak

### Grand Sport
Vanaf 2009 is er een targaversie, de Grand Sport, beschikbaar. Bugatti had in eerste instantie de plannen om een volwaardige cabriolet te bouwen, hierbij stuitten zij echter op technische problemen. De Veyron Grand Sport heeft een glazen dak dat kan worden uitgenomen en beschikt tevens over een stoffen dak voor het geval het weer plotseling omslaat.
De sprint van 0 tot 100 kost de auto 0,2 seconden meer dan in een gesloten Veyron. De topsnelheid is gelijk: 407 kilometer per uur. Hiervoor moet het genoemde glazen dak wel zijn gemonteerd.
De prijs van deze versie zal in Nederland 1,4 miljoen euro bedragen, waar nog belastingen bovenop zullen komen. De totale consumentenprijs ligt daarom hoogstwaarschijnlijk boven de 2 miljoen euro.
Bugatti heeft aangekondigd maximaal 150 exemplaren te maken.

### Super Sport

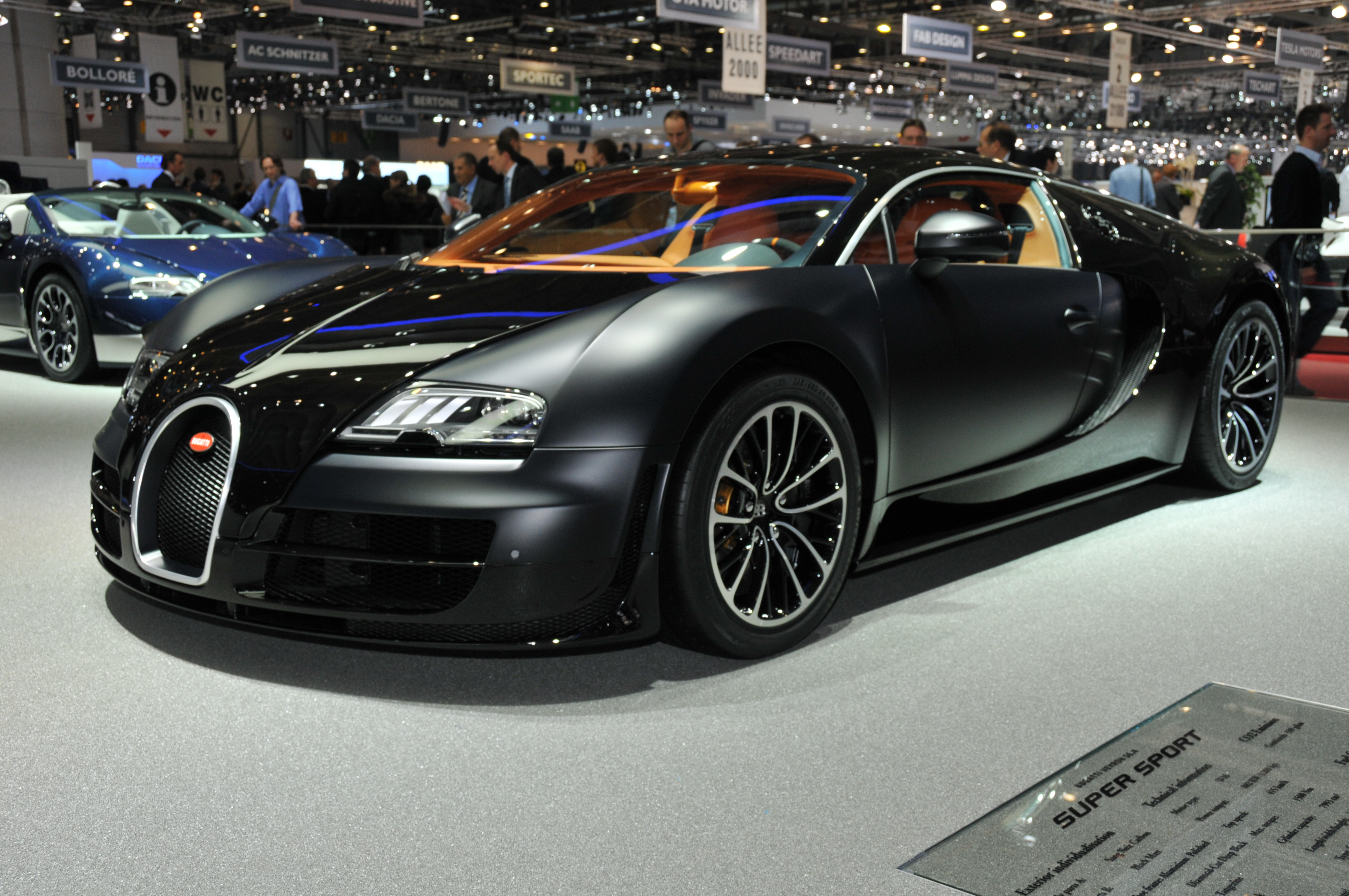
Bugatti Veyron Super Sport

Sinds 2009 is er ook een Super Sport-versie. Hij kreeg vier grotere turbo's en intercoolers, wat het vermogen opkrikt naar 1.200 pk en een koppel van 1.500 Nm. Ook zijn er aan de rest van de auto aanpassingen gemaakt, waaronder nieuwe schokdempers, sterkere stabilisatorstangen en aerodynamische aanpassingen zoals het bijna volledig afdekken van de motor, het opnieuw vormen of toevoegen van luchtinlaten en het verhogen van de carrosserie.

### Vitesse WRC
Op 8 april 2013 werd het wereldrecord snelste productieauto door het Guinness Book of Records ingenomen, omdat het productiemodel van de Super Sport de beloofde snelheid van 425 km/u niet haalde. Hierna heeft Bugatti de Vitesse WRC gepresenteerd. Deze auto is getest door Liu Xu in Ehra-Lessien en haalde een snelheid van 431 km/u (414,47 km/u bij de normale Veyron). De auto heeft 1200 pk. De Vitesse WRC werd onthuld op de Shanghai Auto Show in 2013.

## Cliënteel, service en distributie
Op het moment dat de productie begon had Michael Schumacher al een aantal maanden eerder een exemplaar besteld.
Bugatti had voor Nederland autobedrijf Hessing aangesteld als officieel Bugatti-importeur. Het bedrijf, dat al bekend was van zijn invoeractiviteiten voor verscheidene andere luxemerken, heeft minimaal zeven Veyrons verkocht a rato van 1,8 miljoen euro. Begin januari 2012 werd Hessing failliet verklaard en overgenomen door Louwman, de importeur van onder meer Toyota en Lexus. In 2017 is de importeur in Nederland Pon.